# Martin van Amerongen
Martin Florian van Amerongen (Amsterdam, 8 oktober 1941 – aldaar, 11 mei 2002) was een Nederlandse publicist, columnist en journalist. Hij was ook jarenlang hoofdredacteur van De Groene Amsterdammer.

## Levensloop
Van Amerongen werd aan het begin van de Tweede Wereldoorlog geboren als zoon van een Joodse Nederlandse vader en een christelijke Duitse moeder, die hem evangelisch-luthers lieten dopen. Tijdens de oorlog was het gezin ondergedoken in de Noord-Hollandse gemeente Huizen. Na het behalen van zijn MULO-diploma werd Van Amerongen een autodidact, die grote kennis verwierf over klassieke muziek en de schone letteren en daarover later veel zou publiceren. Hij was getrouwd met verpleegkundige Anneke Woudstra (1938-1994) uit Akkrum met wie hij twee kinderen kreeg.
Na enkele baantjes begon hij in 1962 als journalist op de Leeuwarder redactie van Het Vrije Volk en werd in 1965 redacteur bij Vrij Nederland. Op 1 mei 1984 legde die functie neer naar aanleiding van een intern redactieconflict over het Midden-Oosten. In 1984 werd hij hoofdredacteur van De Groene Amsterdammer, tot hij in 1997 werd vervangen door Gerard van Westerloo, maar de fakkel terug overnam in 1999 tot aan zijn dood in 2002. Sinds 1992 was hij ook enige jaren hoofdredacteur van de Amsterdamse Uitkrant. Hij schreef ook columns voor NRC Handelsblad.
Naast dit redactionele werk schreef hij boeken over de componisten Richard Wagner en Wolfgang Amadeus Mozart, over de Matthäus-Passion van J.S. Bach, de dichter Heinrich Heine, William Shakespeare en over Joodse personages. Ook de polemiek schuwde hij niet. Bijvoorbeeld onder het pseudoniem Ir. H.A. Schuringa schreef hij in 1981 brieven aan bekende Nederlanders en bedrijven om een reactie uit te lokken over allerlei op dat moment relevante onderwerpen. Al deze correspondenties kwamen in een 'brievenboek' terecht dat eind 1981 werd uitgegeven. In 1996 was hij een van de oprichters van het Republikeins Genootschap.
In 2002 overleed hij op 60-jarige leeftijd aan de gevolgen van slokdarmkanker en werd begraven op Zorgvlied. Na het overlijden van Prins Bernhard in 2004 werd postuum een geruchtmakend interview gepubliceerd dat hij met de prins had gehad.